# Meireles
Meireles é um bairro nobre da zona central e da orla marítima do município de Fortaleza, Ceará. Tem como principal avenida a Avenida Beira Mar, que possui a maior concentração de hotéis, bem como robusta estrutura turística. É conhecido principalmente por suas praias, como a Praia de Meireles e a Praia de Iracema. O bairro Meireles possui o IDH mais elevado de Fortaleza.
Seus habitantes geralmente pertencem à classe alta. É o bairro com o metro quadrado mais caro de Fortaleza.

## Esporte
Os esportes favoritos dos moradores são a corrida e o ciclismo (praticado em ciclofaixas). Muitos dos praticantes de esportes, incluindo-se pessoas de outros bairros, optam por correr no final da tarde para aproveitar a brisa marítima. A natação no mar também é bastante praticada entre os banhistas da orla.